# Transněft
Transněft (Транснефть) je ruská firma se sídlem v Moskvě, vlastněná ruskou vládou. Zabývá se především přepravou a exportem ropy. Má největší síť ropovodů na světě, jejichž délka dosahuje 70 000 km. Mimo jiné provozuje ropovody v Baltském moři. Kanceláře společnosti se nacházejí na Slovensku, v Polsku, Maďarsku, Litvě a Bělorusku. Transněft byl založen roku 1993 vládou Ruské federace.
Od roku 2014 je společnost na sankčním seznamu Spojeného království, roku 2022 byla přidána na sankční seznamy Spojených států amerických a Evropské unie.